# Kalinowice (województwo opolskie)
Kalinowice (niem. Kalinowitz, 1936-1945 Elsenruh)– wieś w Polsce położona w województwie opolskim, w powiecie strzeleckim, w gminie Strzelce Opolskie.
W latach 1975–1998 miejscowość administracyjnie należała do ówczesnego województwa opolskiego.

## Zabytki
Do wojewódzkiego rejestru zabytków wpisany jest:
- park dworski, z poł. XIX w.